# Hidayet Türkoğlu
Hidayet „Hedo“ Türkoğlu (* 19. März 1979 in Bayrampaşa, Istanbul) ist ein ehemaliger türkischer Basketballspieler mit serbischenVorfahren. Gegenwärtig ist er Vorsitzender der Türkischen Basketball-Föderation (TBF).
Türkoğlu gilt als der beste türkische Basketballspieler der NBA-Geschichte. In seiner 15-jährigen NBA-Spielerkarriere bestritt er meist als Small Forward über 1.100 Spiele aus Hauptrunden- und Play-off-Spielen. Seine erfolgreichste Zeit hatte er bei den Orlando Magic, wo Türkoğlu unter anderem in der Saison 2007/08 zum Most Improved Player gewählt wurde, für die er insgesamt in acht Spielzeiten aktiv war. Mit der türkischen Nationalmannschaft wurde er zudem Vizeeuropameister 2001 und Vizeweltmeister 2010.

## Karriere

### Jugend
Aus familiär-finanziellen Gründen begann der minderjährige Türkoğlu bereits im jungen Alter, in Eminönü als Simitverkäufer zu arbeiten. Aufgrund seines basketballerischen Talents und seiner Körpergröße erhielt er ein Stipendium an der Özel Çavuşoğlu Koleji (deutsch Private Çavuşoğlu-Gymnasium) in Istanbul, wo der junge Türkoğlu erfolgreich spielte und in der Mittel- und Oberstufe Basketball-Schullandesmeisterschaften der Türkei und die Gymnasiale Basketball-Schulweltmeisterschaft errang.

### Verein

#### Efes Pilsen
Durch seine sportlichen Leistungen beim türkischen Basketballschulsport wurde der türkische Erstligist Efes Pilsen Istanbul auf ihn aufmerksam. Er verpflichtete den 16-jährigen Türkoğlu in der Saison 1995/96, womit er seine Profikarriere begann. Im Alter von 18 Jahren erhielt er bei Efes Pilsen eine mit acht Millionen US-Dollar dotierte Vertragsverlängerung über neun Jahre. In der Spielzeit 1998/99 machte er im Vergleich zur Vorsaison einen großen Entwicklungssprung und steigerte seine Einsatzzeit in der türkischen Liga um rund elf Minuten auf rund 28 Minuten je Begegnung. 1999/2000 hatte er im FIBA Europapokal der Landesmeister mit 22 Einsätzen und seinen Leistungen mit 13,6 Punkten und 4,6 Rebounds durchschnittlich pro Spiel maßgeblichen Anteil, dass Efes Pilsen der erste türkische Verein war, der das Endturnier der besten vier Mannschaften erreichte.
Türkoğlu bestritt in vier Jahren für die Istanbuler 87 türkische Ligaspiele und 50 Europapokalspiele.

#### NBA
Der 21-jährige Türkoğlu wurde im Juni 2000 im NBA-Draftverfahren von den kalifornischen Sacramento Kings an 16. Stelle ausgewählt. Die Kalifornier zahlten später eine Ablösesumme in Höhe von 1,5 Millionen US-Dollar an Efes Pilsen, um ihn aus seinem laufenden Vertrag herauszukaufen.
Für seine Leistungen im ersten NBA-Jahr wurde er 2001 in das NBA All-Rookie Second Team berufen. Nach seinen insgesamt eher unauffälligen Anfangsjahren in der NBA bei den Sacramento Kings und den San Antonio Spurs erreichte „Hedo“ in der Saison 2007/08 seinen ersten Karrierehöhepunkt: Er wurde von der NBA zum Most Improved Player (Spieler mit größten Leistungssteigerung im Vergleich zur Vorsaison) gewählt, nachdem er zum Spieler des Monats April und zweimal zum Spieler der Woche (27. Januar und 3. Februar) gekürt worden war. Türkoğlu, der seine achte NBA-Saison spielte, stand in allen 82 Saisonspielen in der Startformation der Orlando Magic und erzielte persönliche NBA-Höchstwerte bei Punkten (19,5 pro Spiel – fast acht Zähler mehr als sein Karriereschnitt), Rebounds (5,7 pro Spiel) und Assists (5,0 pro Partie). Er traf 40,0 % seiner Würfe jenseits der Dreipunktelinie und 82,9 % seiner Freiwürfe.
Wie schon in der vorigen Saison stand Türkoğlu auch in der NBA-Saison 2008/09 in allen Saisonspielen (sowohl Hauptrunde als auch Play-offs) bei den Magic in der Anfangsaufstellung. Als einer der Leistungsträger neben Dwight Howard hatte er erheblichen Anteil am Einzug der Magic in die NBA Finalserie 2009, in denen sie schließlich den Los Angeles Lakers um Kobe Bryant mit 1:4 unterlagen.

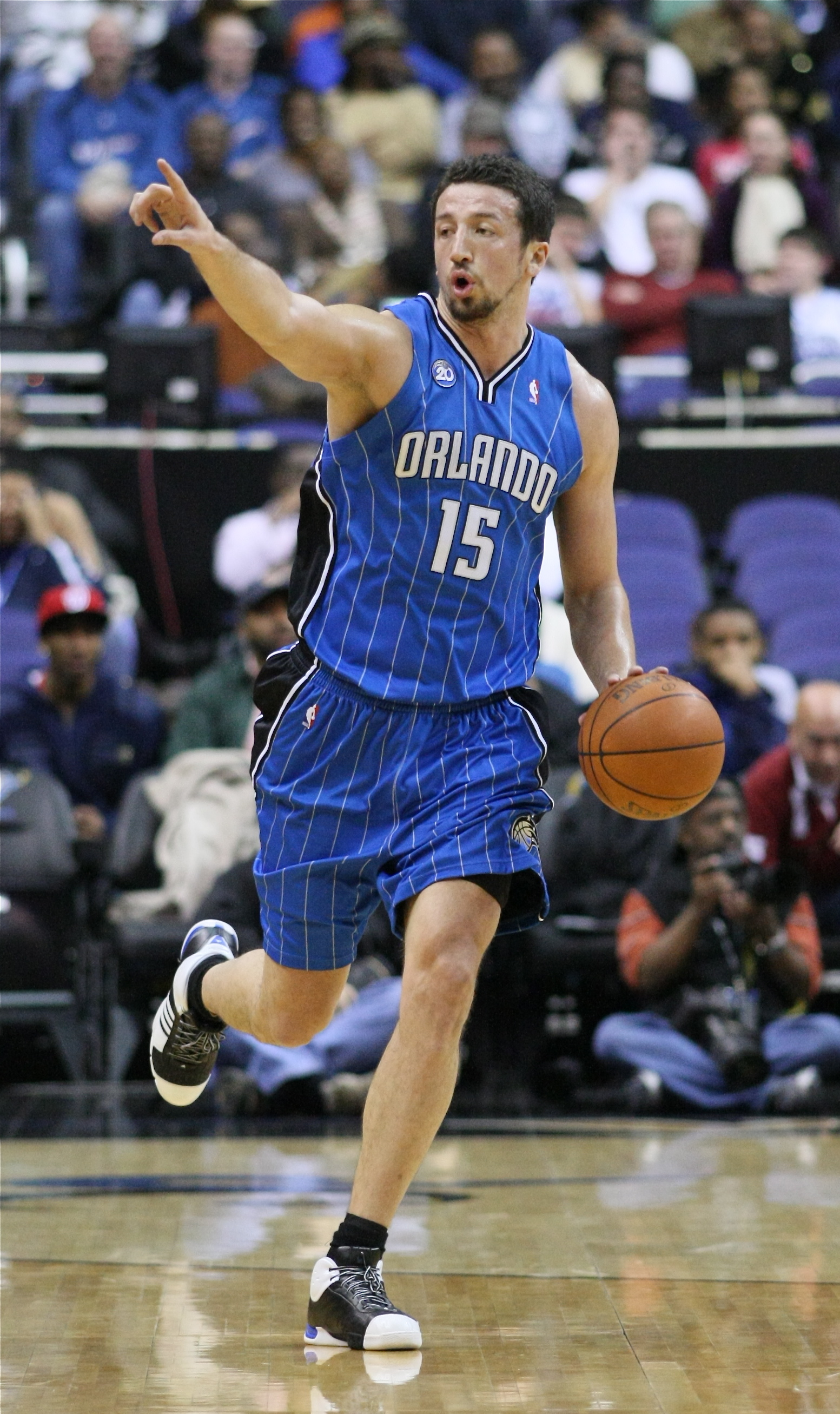
Türkoğlu beim Spielaufbau als Point Forward, November 2008.

Für die Orlando Magic erzielte Türkoğlu drei Triple-Double, was einen vereinsinternen Rekord bedeutete. Das erste erzielte er mit 13 Punkten, 12 Rebounds und 13 Assists gegen die Dallas Mavericks. Sein zweites Triple-Double erreichte er mit 23 Punkten, 10 Rebounds und 13 Assists in einem Spiel gegen die Atlanta Hawks. Gegen die Golden State Warriors gelang dem Türken mit 10 Punkten, 14 Rebounds und 10 Assists sein drittes Triple-Double in der NBA.
Nach dem verpassten Titel 2009 wechselte er im Sommer 2009 zu den Toronto Raptors, wo er Probleme hatte, seinen Platz im Spielsystem zu finden. Nach einer enttäuschenden Saison wechselte er im Juli 2010 zu den Phoenix Suns. Am 18. Dezember 2010 wurde Türkoğlu wieder zu den Orlando Magic abgeben. Am 3. April 2011 durchbrach er im Spiel gegen die Toronto Raptors die Marke von 10.000 NBA-Punkten. Damit wurde er der erste türkische Spieler, der diesen Wert erreichte.
Im Februar 2013 wurde er wegen Dopings von der NBA für 20 Spiele gesperrt, nachdem in einer von ihm abgegebenen Probe das anabole Steroid Methenolon gefunden worden war.
Zur Saison 2013/14 gab Orlandos Trainer Jacque Vaughn bekannt, nicht mehr mit Türkoğlu zu planen. Als Begründung führte er an, dass Türkoğlu nicht mehr in die deutlich verjüngte Mannschaft passe. Im Januar 2014 entließen die Magic Türkoğlu entsprechend der gängigen Regeln der NBA aus seinem Vertrag.
Am 16. Januar 2014 unterzeichnete er einen Vertrag bis zum Ende der Saison 2013/14 bei den Los Angeles Clippers. Sein erstes Spiel für die Kalifornier bestritt er am 18. Januar 2014 gegen die Indiana Pacers, in dem ihm 4 Punkte, 2 Rebounds und eine Korbvorlage in 13 Minuten Einsatzzeit gelangen.

Am 12. November 2015 gab Türkoğlu das Ende seiner Spielerkarriere bekannt.

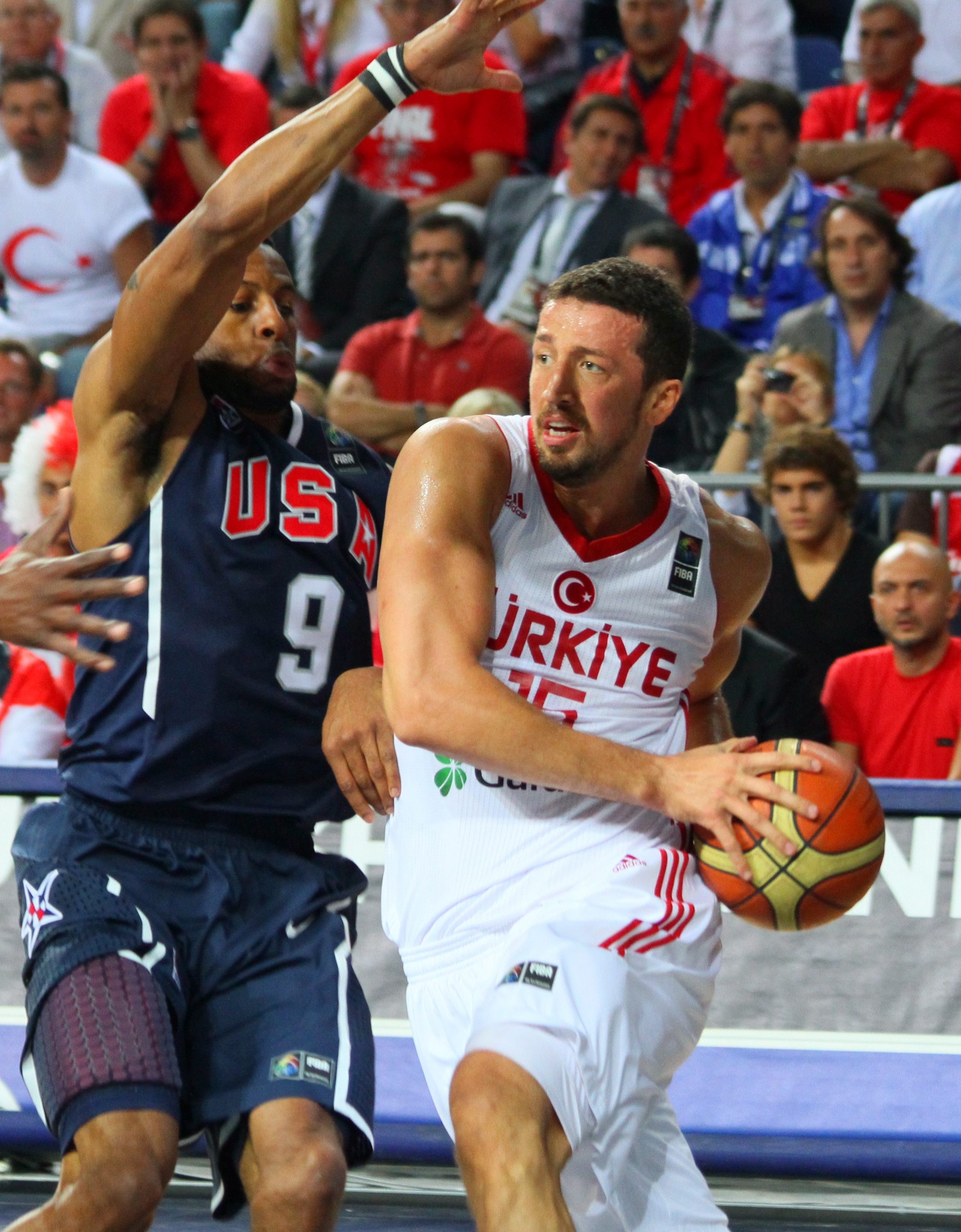
Türkoğlu während der Basketball-WM 2010.

### Nationalmannschaft
Türkoğlu nahm an acht Europameisterschaften (1999, 2001, 2003, 2005, 2007, 2009, 2011, 2013) und zwei Weltmeisterschaften (2002, 2010) teil. Seinen besten Punktedurchschnitt bei diesen Turnieren erreichte er bei der EM 2007 (19,2 Punkte je Begegnung). Dieser Wert war in der Korbjägerliste dieses EM-Turniers der drittbeste hinter dem Deutschen Dirk Nowitzki und dem Franzosen Tony Parker.
Er zog mit der türkische Basketballnationalmannschaft 2001 bei der Europameisterschaft im eigenen Land ins Endspiel ein. Er war bei dem Turnier mit 15,5 Punkten je Begegnung zweitbester Korbschütze der türkischen Auswahl. Als Kapitän führte er die Türken 2010 ebenfalls im eigenen Land ins Endspiel der Weltmeisterschaft. Auch bei der WM 2010 stand Türkoğlu in der Korbjägerliste der türkischen Mannschaft auf dem zweiten Rang.
Im März 2014 gab der 35-jährige Türkoğlu seinen Rücktritt aus der Nationalmannschaft bekannt. Er bestritt mit 269 Länderspielen die meisten Länderspiele der türkischen Basketballnationalmannschaft.

## Spielweise
Anfänglich agierte Türkoğlu teilweise auch als Shooting Guard, weswegen er auch als sogenannter Swingman bezeichnet wurde. Da er aufgrund seiner Fähigkeiten im Umgang mit dem Ball und seiner Übersicht auch oft die Rolle eines Aufbauspielers einnahm, wurde er auch als Point Forward bezeichnet. Später wurde er teils auch als Power Forward eingesetzt (Combo Forward).
Türkoğlu wies in seiner Zeit bei den Orlando Magic wiederholt seine Fähigkeit nach, besonders gute sportliche Leistungen in der Schlussphase knapper Spieler zu erbringen oder diese sogar zu entscheiden. Er erhielt deshalb den Spitznamen „Mr. Fourth Quarter“. Für Orlando erzielte er fünf Siegtreffer und war an weiteren mittelbar beteiligt. Damit wurde er in Bezug auf das Erzielen von Siegtreffern gemeinsam mit Penny Hardaway Rekordhalter in der Mannschaftsgeschichte.

## Erfolge

### NBA
- - NBA Most Improved Player Award
    - Sieger der Saison 2007/08[25]
    - 12. der Saison 2001/02[26][27]

  - NBA Player of the Month
    - Saison 2007/08
      - April 2008[25]

  - NBA Player of the Week
    - Saison 2007/08
      - 2 × Kalenderwoche 5 (3. Februar 2008), Kalenderwoche 4 (27. Januar 2008)[25]

  - NBA Sixth Man of the Year Award
    - 14. der Saison 2004/05[28]
    - 07. der Saison 2001/02[26][29]

  - NBA All-Rookie Team
    - Second Team der Saison 2000/01

- Mannschaftserfolge:
  - Conference-Titel
    - Meister der Eastern-Conference
      - 2009 mit den Orlando Magic

  - Division-Titel
    - Meister der Pacific-Division
      - 1 × 2014 mit den Los Angeles Clippers
      - 2 × 2003, 2002 mit den Sacramento Kings
        - NBA All-Star Weekend: Hoop-it-Up-Gewinner 2002 mit Sacramento

    - Meister der Southeast-Division
      - 2 × 2009, 2008 mit den Orlando Magic

### Nationalmannschaft
- Basketball-Weltmeisterschaft
  - Basketball-WM 2010 in der Türkei
    - All-Star-Five des Turniers[30]

### Efes Pilsen
- Europapokal der Landesmeister
  - Final-Four 2000 in Thessaloniki
    - Dritter mit Efes Pilsen[31]
    - FIBA EuroLeague All-Final Four Team[31]

- Türkischer Meister
  - 1 × 1997 mit Efes Pilsen
- Türkischer Pokalsieger
  - 2 × 1998, 1997 mit Efes Pilsen

## Zeit nach der Spielerlaufbahn
Türkoğlu wurde am 16. März 2016 zu einem Präsidentenberater (türkisch Cumhurbaşkanlığı başdanışmanı) des türkischen Präsidenten Recep Tayyip Erdoğan ernannt. Wenig später am 26. Oktober 2016 wurde er zum Vorsitzenden der Türkischen Basketball-Föderation (TBF) gewählt.

## Rundfunkberichte und Reportagen
- FOX Sports: Orlando Magic honor Hedo Turkoglu after his retirement (englisch) auf YouTube, 18. Dezember 2015.
- NBA: Hedo Turkoglu Career Retrospective (englisch) auf YouTube, 17. November 2015.
- NBA: Hedo Turkoglu joins the Toronto Raptors (englisch) auf YouTube, 12. Juli 2009.